# Dombeya acutangula
Dombeya acutangula con el nombre común de Bois Bete  o mahot tantan es una especie de planta originaria de  Mauricio y Reunión. Anteriormente se encontraba ubicada en la familia  Sterculiaceae, perteneciendo actualmente a la familia Malvaceae.

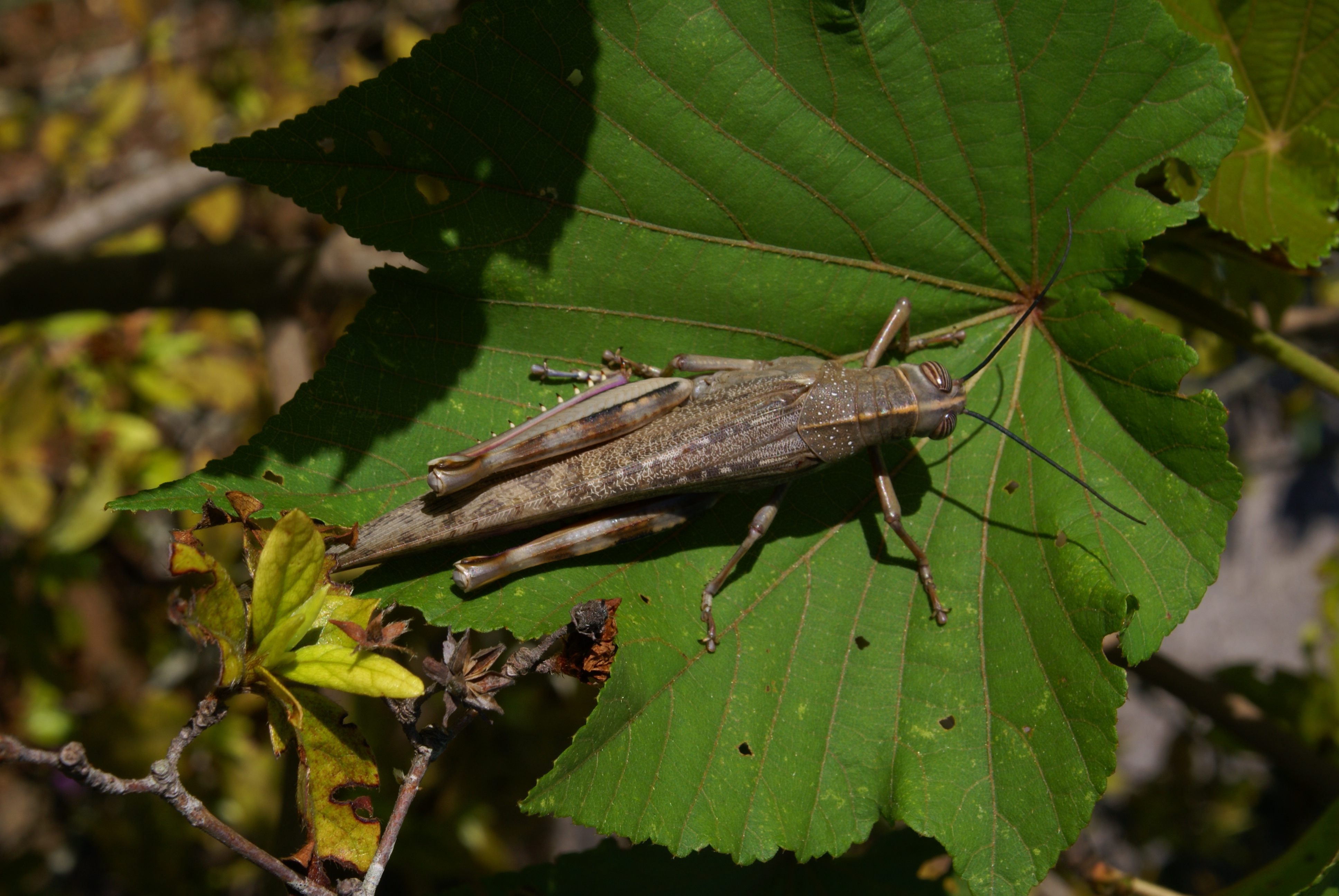
Anacridium melanorhodon en la planta

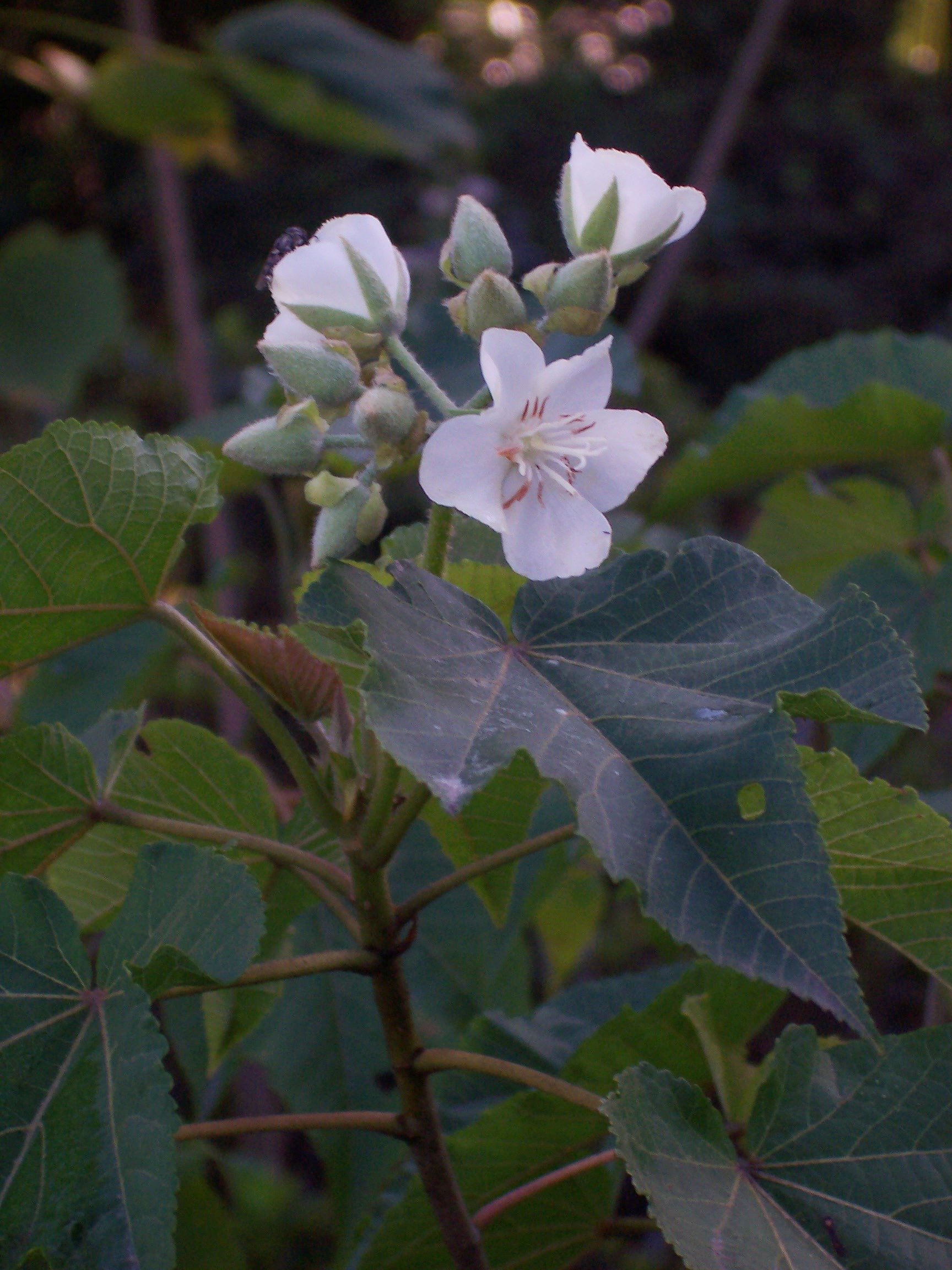
Inflorescencia

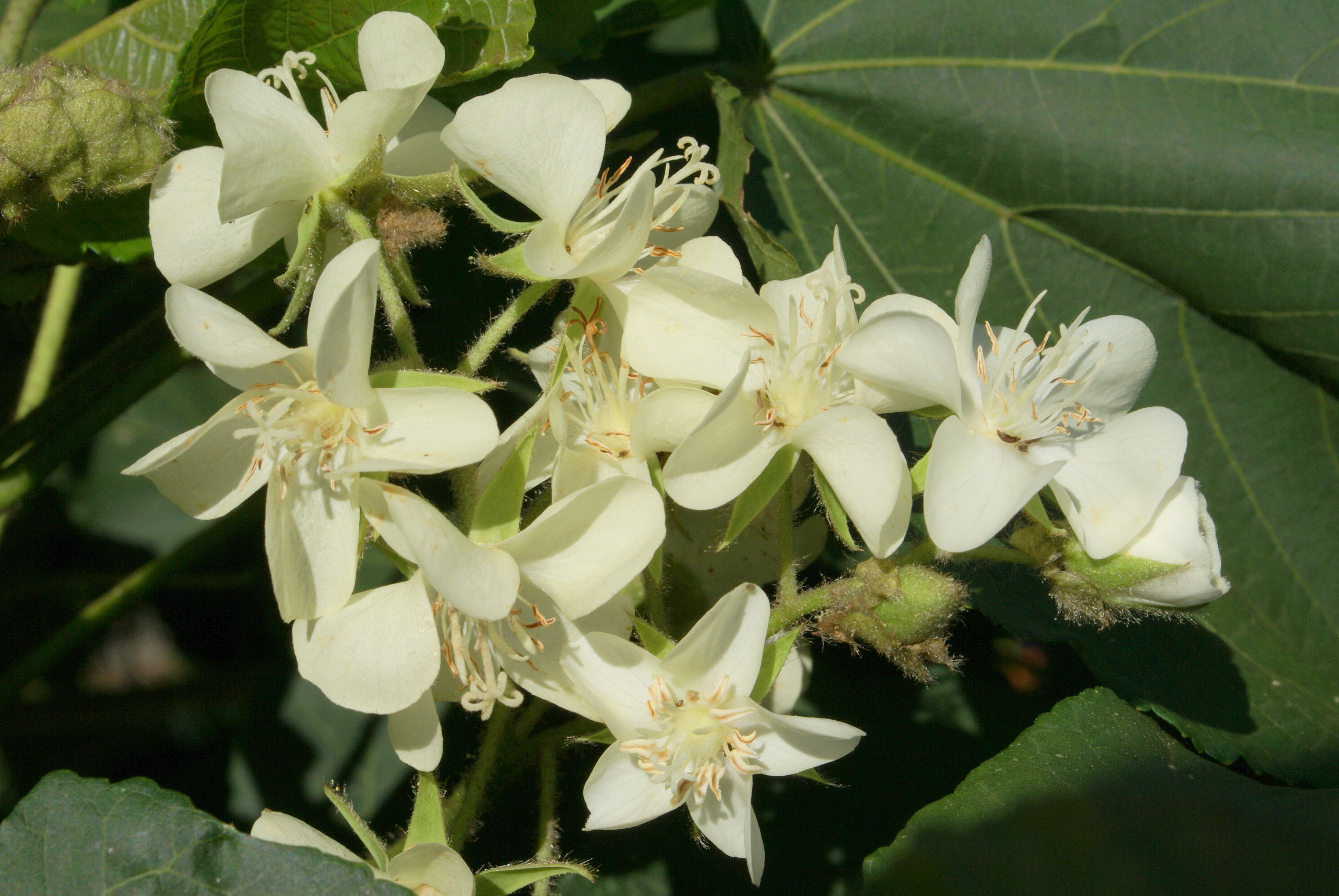
Inflorescencia

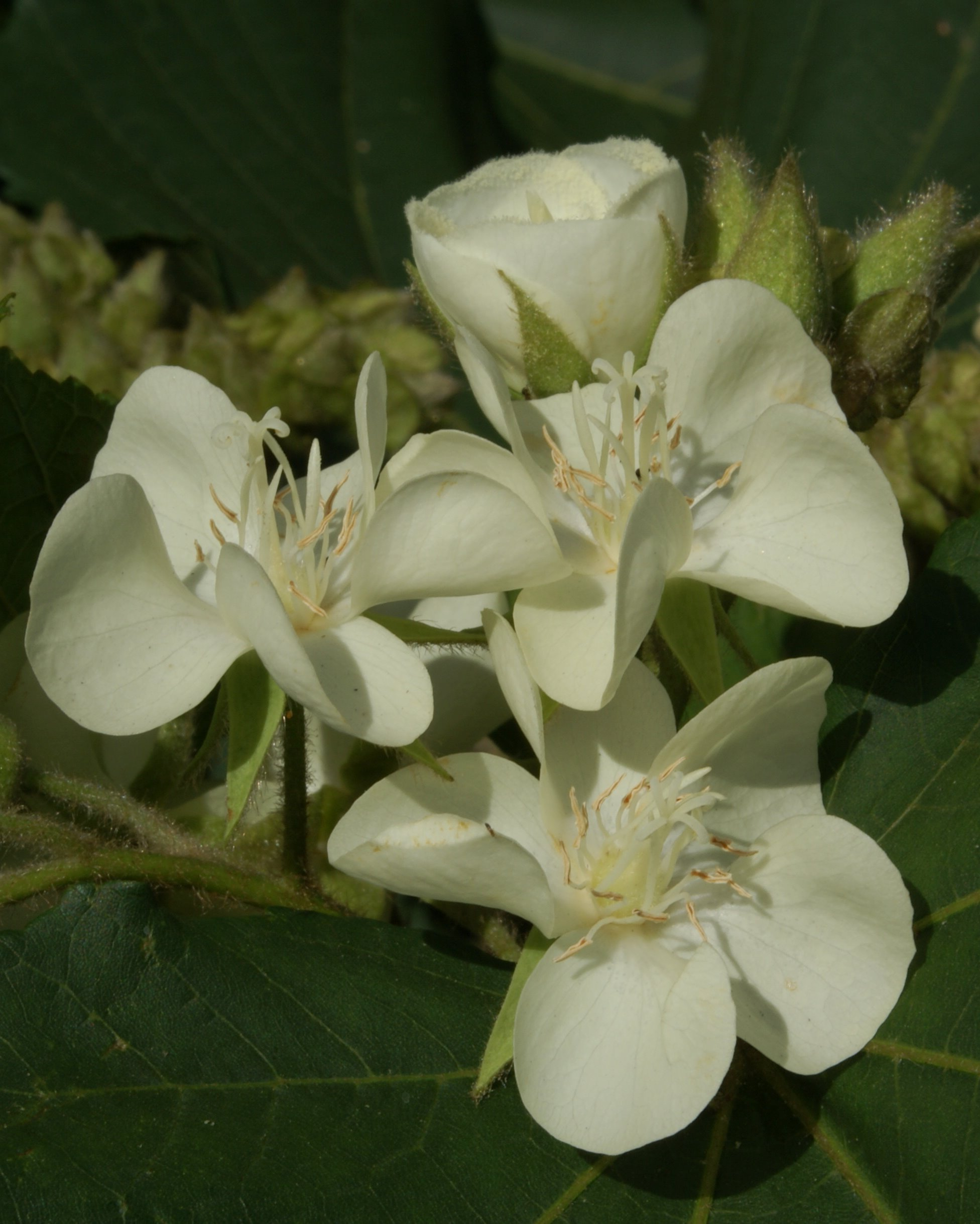
Detalle de las flores

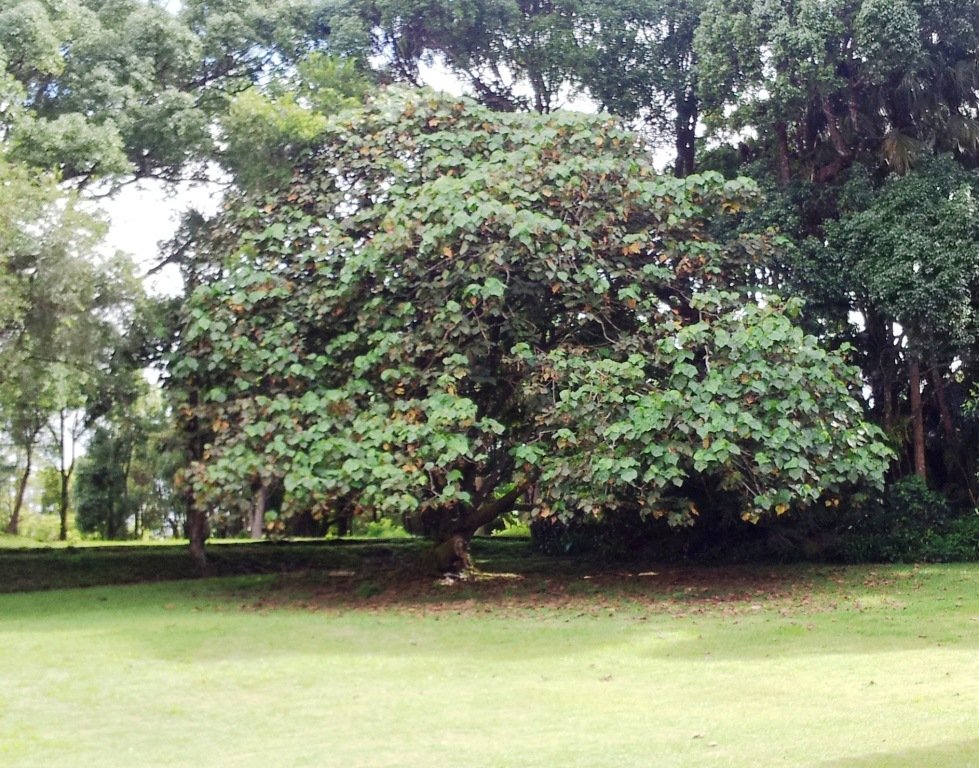
Vista del árbol

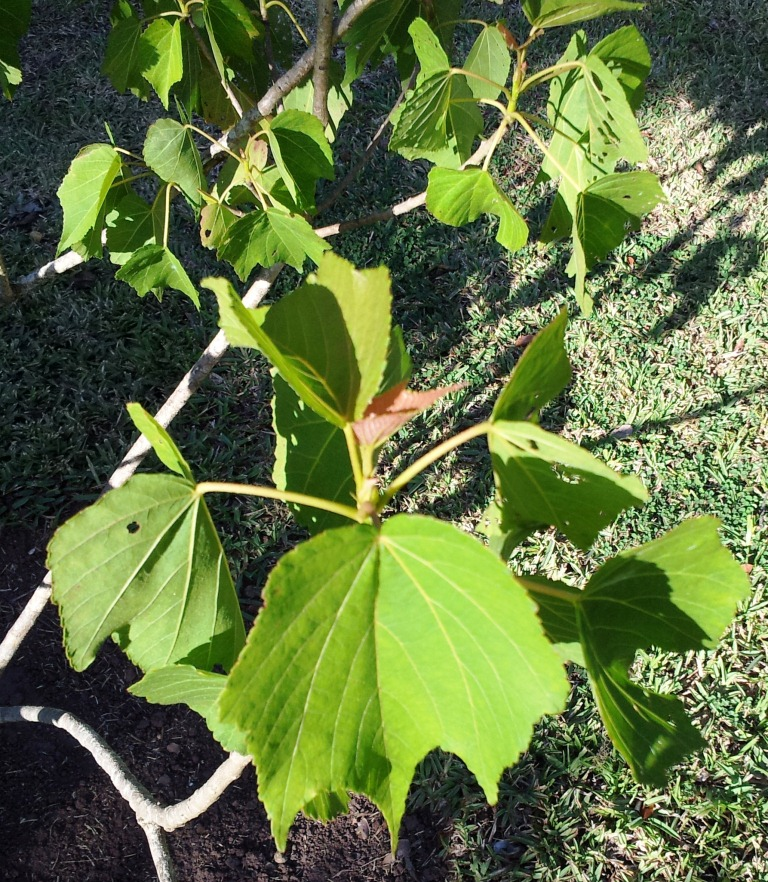
Hojas

## Descripción
Es un pequeño árbol o arbusto que alcanza los 2-3 (-8) m de alto; con los tallos tomentosos pubescentes o glabrescentes, con pelos simples, estrellados, y diminutos, glandulares subsésiles. Las hojas son ovadas a ampliamente ovadas, de 60-20 cm de largo, y 5-13 (-17) cm de ancho, dimórficas; las hojas menores profundamente 5-9 lobuladas; las hojas adultas superficialmente lobuladas o sin lóbulos, el ápice acuminado, con el margen dentado o crenado-aserrado; con pecíolo de 2-13 cm de largo; estípulas oblicuamente lanceoladas, 0.5-1.5 cm de largo, 0.15-0.7 cm de ancho. La inflorescencia es axilar, de 16.5 cm de largo,  con muchas flores, con pedúnculo de 3.7 a 12.5 cm de largo, tomentoso o densamente pubescente, las  semillas de 1,2 ≈ 0,8 mm, de color marrón oscuro.

## Distribución y hábitat
Tiene las flores en pequeños grupos, de color blanco o crema pálido. Su hábitat natural es el bosque seco subtropical o tropical, pero está casi extinta debido a la pérdida de hábitat; solo unas 50 plantas permanecen en el medio silvestre.
Se distribuye por Tanzania, Madagascar, Malaui, Mozambique y Zambia.

## Historia
Dombeya acutangula, es a veces incluida en el género Pentapetes.  Es algo variable y por lo tanto se describe en una serie de nombres, que ahora se consideran sinónimos:
Esta especie está bastante aislada entre sus congéneres y puede pertenecer a lo más básico de los miembros de su género. Se diferencia tanto de las especies del grupo de los bosques secos de las Dombeyas de las Mascareñas  (por ejemplo, D. mauritiana y D. rodriguesiana) y  de las especie de la selva lluviosa (por ejemplo, D. blattiolens y D. ciliata).

## Taxonomía
Dombeya acutangula fue descrita por Antonio José de Cavanilles y publicado en Monadelphiae Classis Dissertationes Decem 3: 123, pl. 38, f. 2. 1787.
Etimología
Dombeya: nombre genérico que fue nombrado por Joseph Dombey (1742-1794), un botánico y explorador francés en América del Sur, que participó en la Expedición Botánica al Virreinato del Perú (1777-1788), la cual abandonó por discrepancias con su director Hipólito Ruiz y embrolló a los científicos y los gobiernos de Francia, España e Inglaterra durante más de dos años.
acutangula: epíteto latíno que significa "con ángulos agudos".
Sinonimia
- Dombeya greveana Baill. var. greveana
- Dombeya greveana Baill. (1885)
- Dombeya cincinnata K.Schum. (1895)
- Dombeya leucorrhoea K.Schum.
- Dombeya stuhlmannii K.Schum. (1899)
- Dombeya rubifolia Baill. (1885)
- Dombeya quinquecostata Arènes (1958)
- Dombeya triumfettifolia Bojer (1841)[8]
- Assonia angulata (Cav.) Kuntze
- Assonia botryoides Kuntze
- Assonia greveana Kuntze
- Assonia palmata Kuntze
- Assonia rubifolia Kuntze
- Assonia stuhlmannii Kuntze
- Assonia tiliifolia Kuntze
- Assonia triumfettifolia Kuntze
- Astrapaea tiliifolia (Cav.) Sweet
- Cavanilla acutangula J.F.Gmel.
- Cavanilla angulata J.F.Gmel.
- Cavanilla palmata J.F.Gmel.
- Cavanilla tiliifolia J.F.Gmel.
- Dombeya angulata Cav.
- Dombeya borraginopsis Hochr.
- Dombeya botryoides Baker
- Dombeya cincinnata var. stuhlmannii (K.Schum.) K.Schum.
- Dombeya cordifolia DC.
- Dombeya metameropsis Hochr.
- Dombeya metameropsis var. belambanensis Hochr.
- Dombeya metameropsis var. kitombaensis Hochr.
- Dombeya palmata Cav.
- Dombeya palmatiformis Arènes
- Dombeya quinquecostata Arènes
- Dombeya urenoides Hochr.
- Pentapetes acutangula Poir.
- Pentapetes angulosa Poir.
- Pentapetes tiliifolia Poir.[9]